# Trust (banda)
Trust es un grupo musical de hard rock originario de Francia, formado en el año 1977.
Entre sus miembros más célebres se cuentan el actual baterista de Iron Maiden, Nicko McBrain, y el exbaterista de la misma agrupación, Clive Burr. Su estilo los llevó a ser llamados los AC/DC franceses.

## Historia
Trust se formó en el año 1977. Su formación original contaba con Bernard "Bernie" Bonvoisin, (voz, lírica) Norbert "Nono" Krief, (guitarra, compositor) Raymond "Ray" Manna (bajo) y Jean-Émile "Jeannot" Hanela (batería).
La banda lanzó su primer sencillo, "Prends Pas Ton Flingue" ("No cojas tu pistola") el mismo año, esta grabación fue luego relanzada tras el primer y efímero regreso de la banda en 1992.
Trust rozó la fama en los años 1979 y 1980 con un estilo que mezclaba influencias del hard rock con contenidos sociales y políticos ácidos, de corte tanto antisoviético como anticapitalista, con tono punk, y una actitud renegada al estilo MC5. Esto quizás haya sido posible gracias a las escalas de "héroe de la guitarra" que utilizaba Krief, y las letras, sinceras y maduras de Bonvoisin, al igual que su energía. Su hit de 1980, "Antisocial", (del álbum Répression) criticaba el paso frenético y deshumanizado de la vida moderna, y el trabajo en las grandes ciudades, su adaptación inglesa por parte de Anthrax en su álbum de 1988, "State of Euphoria", es bastante suave en comparación con la letra de la versión original.
Trust recibió ayuda para las letras de la versión inglesa de su álbum Repression de parte de Jimmy Pursey, de la banda inglesa de punk rock Sham 69, quien ayudó a traducir los mensajes agresivos y políticos de las canciones. Canciones como "Le Mitard" (1980) atacaron lo que Trust denunció como un manejo excesivamente represivo de la delincuencia, conteniendo textos del enemigo público n.º 1, Jacques Mesrine. Otras canciones explícitamente políticas fueron "Darquier" (1980) comentando sobre el colaborador Nazi alemán Louis Darquier de Pellepoix, y "Mr Comédie" (1980) que criticaba al Ayatollah Khomeini, en aquel entonces exiliado en Francia, mostrándolo como un retrógrado; mientras que "Les Brutes" (1980) describe los actos salvajes cometidos por las fuerzas militares durante el Pacto de Varsovia, en la Primavera de Praga en Checoslovaquia. Otra canción antisoviética es "H & D" (1979), con "H & D" siendo "Hôpital & Débiles", ("Asylum & Psychos") que acusaba las internaciones arbitrarias del NKVD en la prisión de Lubyanka en la Unión Soviética.
El estilo de cantar de Bonvoisin fue comparado con el de Bon Scott de AC/DC, banda con la que Trust tuvo una relación muy amistosa. El tema "Ride On" de AC/DC con Bon Scott, fue versionado en el disco debut de Trust de 1979. Las grabaciones del tour francés de 1980 de Trust, "Répression dans l'Hexagone", que es considerada por muchos fanes como la grabación más sólida de la banda, contuvo dos covers de AC/DC: "Problem Child" y "Live Wire". "Trust Live" fue lanzado 12 años después de su grabación original, por Sony Music France, para coincidir con el famoso disco en vivo de AC/DC en el hexágono. De todas maneras, los integrantes de la banda se defendieron a sí mismos por usar una estrategia de marketing argumentando que los másteres "alguna vez perdidos" fueron encontrados el mismo año por coincidencia.
La banda fue duramente criticada en 1983 por su sonido menos "incisivo" y el frecuente cambio de bateristas, como por ejemplo Nicko McBrain, quien se fue de la banda para unirse a Iron Maiden y lanzar Piece of Mind en 1983.
Más adelante, el clima político de Francia cambió: con la elección de François Mitterrand (del Partido Socialista Francés) en 1981, tras 23 años de gobiernos conservadores, las preocupaciones que formaron parte de la base de las letras de Bonvoisin perdieron su rumbo.
Trust se disolvió en 1984, pero Bonvoisin y Krief reagruparon a la banda ocasionalmente para conciertos y grabaciones. Luego "comprometieron" a la alguna vez leyenda del hard rock con actos del rap francés de los años 2000, incluyendo al NTM.
La canción más exitosa de la banda, "Antisocial", fue reversionada por la banda americana de thrash metal Anthrax en su disco de 1988, "State of Euphoria" (adaptada al inglés), lo cual la transformó en una de sus canciones más populares. El grupo español Los Suaves incluía una versión en castellano en su álbum "San Francisco Express" (1997). Una versión en vivo del sencillo de 12" de "Make Me Laugh" tiene como invitado a Bonvoisin en voz junto al cantante de Anthrax, Joey Belladonna.
En julio de 2006, la formación original de Trust se reunió para un concierto, presentando lo mejor de su carrera durante los años '79-'84, en el "Festival des Terre-Neuvas", en Bretaña. Este concierto fue grabado para lanzarlo en formato DVD.

## Discografía

### Estudio
- 1977 Prends Pas Ton Flingue / Paris By Night [SP]  Francia
- 1979 Trust I (L'Élite)  Francia  Reino Unido  Estados Unidos  Países Bajos  Japón
- 1980 Répression  Francia  Alemania
- 1980 Repression (Versión inglesa de Répression)  Reino Unido  Estados Unidos  Países Bajos  Japón  Canadá
- 1981 Marche Ou Crève  Francia  Alemania  Italia
- 1982 Savage (Versión inglesa de Marche Ou Crève)  Reino Unido  Estados Unidos  España  Países Bajos  Portugal  Japón
- 1983 Trust IV (Idéal)  Francia  Alemania
- 1984 Man's Trap (Versión inglesa de Trust IV)  Reino Unido  Estados Unidos  Japón  Países Bajos  Japón
- 1984 Rock'n'Roll  Francia
- 1989 En Attendant [EP]  Francia  Reino Unido  Estados Unidos
- 1992 Prends Pas Ton Flingue [EP]  Francia
- 1993 The Back Sides [EP]  Francia
- 1996 Europe Et Haines  Francia
- 2000 Ni Dieu Ni Maître  Francia
- 2008 13 à Table
- 2018 Dans Le Même Sang

### En vivo
- 1992 Live: Paris By Night (grabado durante el festival Monsters of Rock)  Francia  Estados Unidos
- 1992 Live (Tour de 1980 Répression dans l'Hexagone)  Francia
- 1997 A Live Tour 97 (Tour Insurrection dans l'Hexagone)  Francia
- 2000 Still A-live (Edición alemana de A Live Tour 97, contiene un bonus EP de 6 pistas)  Alemania
- 2006 Soulagez-vous dans les urnes! (Tour de 2006, contiene 3 nuevos temas de estudio)  Francia

### Compilaciones
- 1997 Anti Best Of  Francia  Alemania
- 2001 Les Indispensables De Trust (Versiones originales)  Francia
- 2002 Les Plus Belles Chansons (Edición canadiense de "Les Indispensables", versiones originales)  Canadá
- 2004 Le Meilleur Des Années CBS (Versiones originales)  Francia

### Box-Sets
- 1997 Trust I / Repression  Francia  Estados Unidos

### Tributos
- 2001 Tribute To Trust [VA]  Francia

## Hits
- L'élite
- Préfabriqués
- Le Mitard
- Fatalité
- Monsieur Comédie
- Ton Dernier Acte
- Saumur
- Antisocial
- Police Milice
- Au Nom De La Race

## Trivia
- Nicko McBrain, actual baterista de Iron Maiden, tocó la batería en el disco Marche Ou Crève ("Marcha o Muerte"), y en su versión inglesa, Savage (1982).
- Tras el intercambio de bateristas entre Clive Burr y Nicko McBrain con Iron Maiden, Burr se unió a Trust y grabó el sucesor de Savage, denominado Trust IV, en 1983. En 1985, Burr grabó además la canción Jack Le Vaillant, hallada en el EP de 1993, The Backsides. La versión inglesa de Trust IV, denominada Man's Trap, en 1984, sin embargo, no fue grabada con Burr.